# Matatek Judit
Matatek Judit (Sümeg, 1976. február 25. – Budapest, 2009. augusztus 29.) a Vakvagányok című film főszereplője, a Mosolyország Alapítvány nagykövete.

## Élete
Szüleivel és öccsével a Zala megyei Mihályfán élt hatéves koráig, amikor Budapestre került a vakok iskolájába.
Az egyik szemén másfél, a másikon négyéves korában, az ideghártyán kialakult rosszindulatú daganat (retinoblastoma) miatt veszítette el látását. Az általános iskolai és a gimnáziumi évek alatt zongorázni és gitározni tanult, sportolt: három évig futott, távolugrott, rendszeresen evezett. Szüleit korán vesztette el: édesanyja 1992-ben, édesapja 1994-ben hunyt el. A József Attila Gimnáziumban érettségizett matematika tagozaton. Ezt követően a Pázmány Péter Katolikus Egyetem Jogtudományi Karán tanult tovább, de másfél év után abbahagyta tanulmányait.
Országos ismertséget a 2001-ben bemutatott Tímár Péter-film, a Vakvagányok főszerepe hozott számára. 2001-ben kezdte tanulmányait az ELTE BTK történelem-kulturális antropológia szakán.
Sokat tett a társadalmi szemléletformálásért és a vakokért. A Mosolyország Alapítvány nagykövete, az Informatika a látássérültekért Alapítvány önkéntese, és két éven át az alapítvány arca volt.
2009. augusztus 29-én egy újabb rosszindulatú daganat okozta a halálát.